# Макс Пеццалі
Макс Пеццалі (італ. Max Pezzali) (14 листопада 1967) — італійський співак і письменник, соліст популярної групи «883».

## Біографія
Випустив свій перший сольний альбом в 2004 році, «Il Mondo Insieme A Te» (Мир з тобою). Альбом був успішний в Італії, і з цього моменту Пеццалі вирішив продовжити роботу як сольного виконавця. Макс Пеццалі народився 14 листопада 1967 року в Павії, Італія. У його батьків був квітковий магазин недалеко від будинку. У роки середньої школи Пеццалі був залишений на другий рік, бо не зміг досягти необхідних результатів. Саме тоді він познайомився зі своїм другом і товаришем майбутньої групи, Мауро Репетто. Пеццалі і Репетто були великими шанувальниками рок-музики, саме це призвело до ідеї початку їхньої спільної творчості. Разом вони поїхали на канікули в США. Під час перебування в Сполучених штатах вони купили дешевий синтезатор, ударні і кілька компакт-дисків, і після повернення в Павію вони відразу ж почали писати музику. Бувши великими шанувальниками мотоциклів, особливо Harley Davidsons, вони вирішили назвати свою групу «883» після випуску марки Sportster. Пеццалі і Репетто почали свою кар'єру на фестивалі Castrocaro в 1991 році з піснею «Non me la menare» («Не мені її водити»), а також був включений хіт «Hanno ucciso l'Uomo Ragno» («Убили Людину-павука»), в 1992 році. 1994 року Репетто покинув групу, щоб здійснити свою давню мрію стати режисером в Америці. Група продовжила своє життя без нього до 2002 року, коли Пеццалі оголосив про те, що збирається почати сольну кар'єру і взяти кредит для своїх пісень. Протягом своєї кар'єри (1992-2003) група «883» випустила 9 студійних альбомів, зняла понад 25 відеокліпів, а також вона часто гастролювала по Італії. 2002 року Макс Пеццалі почав роботу над своїм першим сольним альбомом, який вийшов в 2004 році. Стиль його написання дуже мало відрізняється від його музики в групі «883». Основні теми його пісень були як і раніше — дружба, чесність і відносини. 2005 року «883» і «Max Pezzali» вийшов альбом хітів, який включає DVD з усіма відеокліпами. Його останній альбом, «Time Out» («Час очікування»), вийшов в влітку 2007 року. Він виявився дуже успішним і включив найпопулярніші пісні, які залишалися на вершині музичних чартів протягом усього літа. Пеццалі добре прийняли шанувальники за його приязність, великі шоу-програми і його прихильність до своєї музики. 1998 року він присвятив більшу частину свого часу написання книги. У ній був більш докладно описаний досвід, який був описаний в його піснях. Книга Пеццалі вийшла під назвою «Stessa Storia, Stesso Posto, Stesso bar («Та ж історія, те ж місце, той же бар»). 

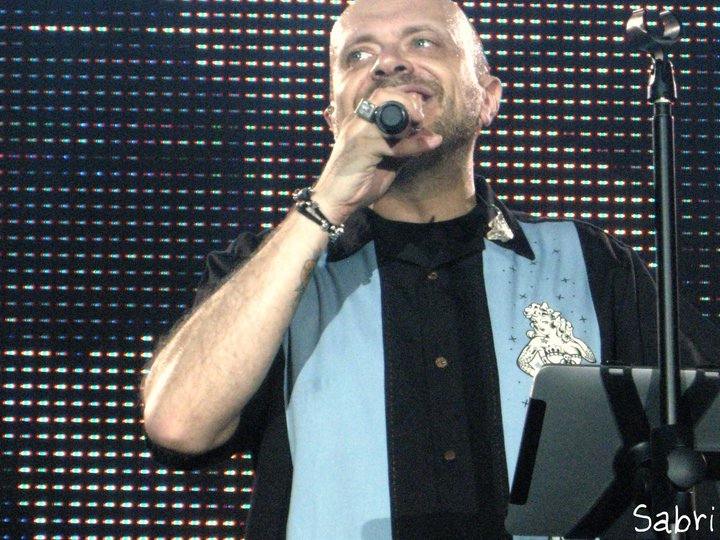

У тому ж році він знявся у фільмі «Jolly Blue», поряд з його колегами по групі. У фільмі були використані багато найбільших хітів групи «883», а його історія була заснована на текстах деяких пісень. 2002 року Пеццалі був обраний для написання пісень, і записав вокал для теми «Мелодія» в італійській версії фільму «Treasure Planet» («Планета скарбів»). 8 квітня 2008 він випустив свій перший роман «Per Prendersi Una Vita» («Прийняти життя»).

## Дискографія

#### Студійні альбоми
- 1992 – Hanno ucciso l'Uomo Ragno/Вони вбили людину-павука.
- 1993 – Nord sud ovest est/Північ Південь Захід Схід.
- 1995 – La donna il sogno & il grande incubo/Жінка - сон і великий кошмар.
- 1997 – La dura legge del gol!/Суворий закон цілей.
- 1999 – Grazie mille/Дуже дякую.
- 2001 – Uno in più/Ще один.

#### Збірники
- 1994 – Remix '94/Ремікс.
- 1998 – Gli anni (album)/Мої роки.
- 2000 – Mille grazie/Дуже дякую.
- 2002 – Love/Life/Любов/життя.
- 2013 – Collection: 883/Колекція.